# شترومبرغ
اشترمبُرغ (هنسرك) (بالألمانية: Stromberg (Hunsrück)) هي بلدة ألمانية، مدينة و Luftkurort تقع في ألمانيا في Stromberg. يقدر عدد سكانها بـ 3,211 نسمة .

## المدن التوأمة
مدينة Finspång Municipality هي مدينة توأمة لـاشترمبرغ (هونزروك).